# Silver (jeu vidéo)
Pour les articles homonymes, voir Silver.
 (novembre 2018).
Si vous disposez d'ouvrages ou d'articles de référence ou si vous connaissez des sites web de qualité traitant du thème abordé ici, merci de compléter l'article en donnant les références utiles à sa vérifiabilité et en les liant à la section « Notes et références ».
Silver est un jeu vidéo de type action-RPG sur PC, Macintosh et sur Dreamcast.

## Trame
Silver met le joueur dans la peau de David, un jeune chevalier qui décide d'aller sauver Jennifer, son épouse enlevée, comme toutes les autres femmes du royaume "ayant l'âge de porter un enfant" par ordre de Silver. Rapidement, il rencontrera des protagonistes désireux de l'aider dans sa quête.